# مايو 2008
مايو 2008 هو الشهر الخامس من عام 2008. بدأ الشهر يوم الخميس، وانتهى يوم السبت بعد 31 يومًا.

## بوابة:أحداث جارية
| \| 1 مايو 2008 (الخميس) \| عدل \| تاريخ \| راقب \| تصفح \| |     |       |      |      |
| - إسرائيل تتحفظ على اتفاق التهدئة مع الفصائل الفلسطينية في غزة بانتظار زيارة مدير المخابرات المصرية العامة (العربية) - وفد برلماني عراقي يتوجه إلى طهران لمفاوضة الصدر على وقف العنف (العربية) - موسى متفائل بقرب حل أزمة الرئاسة بلبنان (الجزيرة) - الحزب الحاكم بزيمبابوي يدعو لجولة إعادة لانتخابات الرئاسة والمعارضة ترفض ولجنة الانتخابات تتحقق من النتائج (الجزيرة) |     |       |      |      |
| 1 مايو 2008 (الخميس) | عدل | تاريخ | راقب | تصفح |

| 1 مايو 2008 (الخميس) | عدل | تاريخ | راقب | تصفح |

| \| 2 مايو 2008 (الجمعة) \| عدل \| تاريخ \| راقب \| تصفح \| |     |       |      |      |
| - اللجنة الرباعية: على العرب الوفاء بتعهداتهم للفلسطينيين (بي بي سي) - 6 قتلى و35 جريحا في انفجار استهدف مسجد باليمن (بي بي سي) - بريطانيا: خسائر فادحة لحزب العمال في الانتخابات البلدية (بي بي سي) - عمرو موسى يحذر من استمرار الفراغ الرئاسي في لبنان (رويترز) - تحطم طائرة على متنها وزير دفاع جنوب السودان (رويترز) - رايس متشككة في جدوى تحسين الحوافز المعروضة على إيران (رويترز) |     |       |      |      |
| 2 مايو 2008 (الجمعة) | عدل | تاريخ | راقب | تصفح |

| 2 مايو 2008 (الجمعة) | عدل | تاريخ | راقب | تصفح |

| \| 3 مايو 2008 (السبت) \| عدل \| تاريخ \| راقب \| تصفح \| |     |       |      |      |
| - جنبلاط يدعو لطرد سفير إيران ومنع طيرانها من استخدام مطار بيروت واتهم حزب الله بأنشطة عسكرية على طريق المطار (العربية) - إيران تشترط وقف الهجمات الأمريكية بالعراق قبل بدء محادثات معها (العربية) - عباس يرسل قوات أمن إلى شمال الضفة الغربية (رويترز) - الصين تدين الدلاي لاما قبل محادثات مزمعة (رويترز) - الحوثي يلمح لضلوع حكومة اليمن بتفجير مسجد صعدة (الجزيرة) |     |       |      |      |
| 3 مايو 2008 (السبت) | عدل | تاريخ | راقب | تصفح |

| 3 مايو 2008 (السبت) | عدل | تاريخ | راقب | تصفح |

| \| 4 مايو 2008 (الأحد) \| عدل \| تاريخ \| راقب \| تصفح \| |     |       |      |      |
| - رايس: يمكن التوصل إلى اتفاق سلام نهائي قبل نهاية العام (بي بي سي) - خامنئي: إيران لن تتراجع أمام الضغوط الغربية (بي بي سي) - استجابة محدودة لدعوة الإضراب في مصر (بي بي سي) - هجوم يستهدف موكب عقيلة الرئيس العراقي (بي بي سي) - الأونروا توقف معوناتها لـ650 ألفا من أهالي غزة لافتقارها للوقود (العربية) |     |       |      |      |
| 4 مايو 2008 (الأحد) | عدل | تاريخ | راقب | تصفح |

| 4 مايو 2008 (الأحد) | عدل | تاريخ | راقب | تصفح |

| \| 5 مايو 2008 (الإثنين) \| عدل \| تاريخ \| راقب \| تصفح \| |     |       |      |      |
| - الجيش الأميركي يعلن مصرع 40 من القاعدة ومقاتلي المهدي (الجزيرة) - 14 آذار تدعو لإنقاذ الدولة اللبنانية من حزب الله (الجزيرة) - إعصار ميانمار يقتل المئات ويشرد الآلاف (الجزيرة) - توقعات بموافقة سكان سانتا كروز البوليفية على الحكم الذاتي (الجزيرة) - حكومة اليمن والحوثيون يتبادلان التهديد بالتصعيد بعد معارك قتلت 19 (العربية) - مشاكل قانونية جديدة تثير تساؤلات بشأن مستقبل أولمرت (رويترز) - أردوغان سيشكل حزبا جديدا إذا أغلق حزب العدالة والتنمية (رويترز) |     |       |      |      |
| 5 مايو 2008 (الإثنين) | عدل | تاريخ | راقب | تصفح |

| 5 مايو 2008 (الإثنين) | عدل | تاريخ | راقب | تصفح |

| \| 6 مايو 2008 (الثلاثاء) \| عدل \| تاريخ \| راقب \| تصفح \| |     |       |      |      |
| - الحكومة اللبنانية ترفع الأجور وتتهم حزب الله بالاعتداء على سيادة الدولة وتقرر تنحية المسؤول عن أمن المطار وبري اعتبرها تلامس المحرمات (العربية) - مواجهة جديدة بين كلينتون وأوباما في إنديانا وكارولاينا الشمالية والنتائج لن تكون حاسمة في سباقهما للفوز بترشيح الديمقراطيين للرئاسة (العربية) - الأمم المتحدة تسعى للوصول بسرعة إلى ضحايا القصف في دارفور (رويترز) - روسيا وأمريكا توقعان اتفاقاً نووياً مدنياً (رويترز) |     |       |      |      |
| 6 مايو 2008 (الثلاثاء) | عدل | تاريخ | راقب | تصفح |

| 6 مايو 2008 (الثلاثاء) | عدل | تاريخ | راقب | تصفح |

| \| 7 مايو 2008 (الأربعاء) \| عدل \| تاريخ \| راقب \| تصفح \| |     |       |      |      |
| - توقعات بتنحي أولمرت أو تعليق مهامه على خلفية اتهامه بقضية فساد (الجزيرة) - إضراب على وقع الانقسام اللبناني والعمال يعلقون التظاهر (الجزيرة) - خمسة جرحى في توغل إسرائيلي بقطاع غزة مع انطلاق فعاليات يوم النكبة في الضفة (الجزيرة) - تواصل السباق بين أوباما وكلينتون بانتظار مؤتمر أغسطس بعد تبادلهما الفوز في إنديانا وكارولاينا الشمالية (العربية) - حماس: الجزائر عرضت تزويد غزة بكل الطاقة دون مقابل وفتح تقول أن لا نتائج إيجابية في المفاوضات مع إسرائيل لحد الآن (العربية) - ديمتري ميدفيديف يؤدي اليمين رئيسا لروسيا (رويترز) |     |       |      |      |
| 7 مايو 2008 (الأربعاء) | عدل | تاريخ | راقب | تصفح |

| 7 مايو 2008 (الأربعاء) | عدل | تاريخ | راقب | تصفح |

| \| 8 مايو 2008 (الخميس) \| عدل \| تاريخ \| راقب \| تصفح \| |     |       |      |      |
| - حسن نصر الله يطالب الحكومة اللبنانية بإلغاء قراراتها لإنهاء الأزمة ووزير الاتصالات: لم نقايض شبكة حزب الله مقابل إنهاء الاعتصام (العربية) - بوش يمدد العقوبات على سوريا لتهديدها الأمن القومي الأمريكي واتهمها بمواصلة دعم الإرهاب واحتلال لبنان وتقويض استقرار العراق (العربية) - البرلمان الروسي يوافق على تعيين بوتين رئيسا للوزراء (بي بي سي) - كلينتون تتعهد الاستمرار في حملتها (بي بي سي) |     |       |      |      |
| 8 مايو 2008 (الخميس) | عدل | تاريخ | راقب | تصفح |

| 8 مايو 2008 (الخميس) | عدل | تاريخ | راقب | تصفح |

| \| 9 مايو 2008 (الجمعة) \| عدل \| تاريخ \| راقب \| تصفح \| |     |       |      |      |
| - توقف الاشتباكات بعد سيطرة حزب الله على كامل بيروت السنية (العربية) - القوات الأمريكية تنفي نبأ اعتقال زعيم القاعدة في بلاد الرافدين وتقول إن الشخص الذي أوقفته الحكومة العراقية يحمل نفس الاسم فقط (العربية) - أولمرت ينوي الاستقالة بحال اتهامه رسميا في قضية الفساد الحائمة حوله بعدما أكدت وزارة العدل أنه "مشتبه به" بالحصول على أموال غير مصرح بها (العربية) |     |       |      |      |
| 9 مايو 2008 (الجمعة) | عدل | تاريخ | راقب | تصفح |

| 9 مايو 2008 (الجمعة) | عدل | تاريخ | راقب | تصفح |

| \| 10 مايو 2008 (السبت) \| عدل \| تاريخ \| راقب \| تصفح \| |     |       |      |      |
| - السنيورة: سلاح حزب الله تحول من حام للبنان إلى مثير للعنف بشوارعه ومسيرة صحافية في بيروت تضامنا مع تلفزيون المستقبل (العربية) - مصرع 5 فلسطينيين بغارتين إسرائيليتين على مقرين لشرطة حماس بغزة (العربية) - المالكي يطلق زئير الأسد في الموصل لتعقب مسلحي القاعدة (العربية) - أسعار النفط توالي مستوياتها القياسية وتتجاوز 126 دولاراً (الجزيرة) |     |       |      |      |
| 10 مايو 2008 (السبت) | عدل | تاريخ | راقب | تصفح |

| 10 مايو 2008 (السبت) | عدل | تاريخ | راقب | تصفح |

| \| 11 مايو 2008 (الأحد) \| عدل \| تاريخ \| راقب \| تصفح \| |     |       |      |      |
| - وزراء خارجية العرب يدعون إلى وقف فوري للقتال في لبنان في غياب الوزير السوري عن اجتماعات الجامعة العربية (العربية) - اشتباكات عنيفة بين قوى الأكثرية والمعارضة في جبل لبنان وجنبلاط يفوض أرسلان لتسليم المناطق الدرزية للجيش (العربية) - الخرطوم تؤكد دحر هجوم أم درمان وتمدد حظر التجول والعلاقات بتشاد قطعت وسفارتها فتشت (الجزيرة) - أولمرت يحذر حماس ومسؤول مصري لإسرائيل لبحث التهدئة (الجزيرة) - استطلاعات رأي تميل لصالح كلينتون في الانتخابات الأميركية (الجزيرة) |     |       |      |      |
| 11 مايو 2008 (الأحد) | عدل | تاريخ | راقب | تصفح |

| 11 مايو 2008 (الأحد) | عدل | تاريخ | راقب | تصفح |

| \| 12 مايو 2008 (الإثنين) \| عدل \| تاريخ \| راقب \| تصفح \| |     |       |      |      |
| - تجدد القتال في شمال لبنان واشتباكات الجبل ترفع عدد القتلى (رويترز) - مصر متفائلة بشأن هدنة بين إسرائيل وحماس (رويترز) - المالكي يقول إن الحملة على الميليشيات تظهر انه ليس طائفياً (رويترز) - اعتقال الترابي لصلته بالهجوم على الخرطوم (بي بي سي) - مقتل 8 آلاف و500 شخص على الاقل في زلزال بالصين (بي بي سي) |     |       |      |      |
| 12 مايو 2008 (الإثنين) | عدل | تاريخ | راقب | تصفح |

| 12 مايو 2008 (الإثنين) | عدل | تاريخ | راقب | تصفح |

| \| 13 مايو 2008 (الثلاثاء) \| عدل \| تاريخ \| راقب \| تصفح \| |     |       |      |      |
| - اولمرت يقول إنه تم التوصل إلى تفاهمات في محادثات السلام (رويترز) - الحريري: لن نستسلم لحزب الله ولا حوار تحت تهديد السلاح والسعودية تدين دعم إيران للانقلاب والجيش سيفرض القانون بالقوة (العربية) - وفاة أمير الكويت السابق سعد العبد الله الصباح بعد صراع مع المرض عن 78 عاماً تنقل خلالها بين العديد من المناصب الرسمية (العربية) |     |       |      |      |
| 13 مايو 2008 (الثلاثاء) | عدل | تاريخ | راقب | تصفح |

| 13 مايو 2008 (الثلاثاء) | عدل | تاريخ | راقب | تصفح |

| \| 14 مايو 2008 (الأربعاء) \| عدل \| تاريخ \| راقب \| تصفح \| |     |       |      |      |
| - الوفد العربي يبدأ مهمة صعبة لإنهاء الأزمة في لبنان (العربية) - نواب عرب بالبرلمان الإسرائيلي يقاطعون خطاب بوش في الكنيست (العربية) - أوباما يتلقى أقسى هزيمة أمام كلينتون وقلق حيال انقسام ديمقراطي-(سي إن إن) - حصيلة زلزال الصين حوالي 15 الف قتيل (بي بي سي) - حظر التجول في جايبور الهندية بعد سلسلة انفجارات (بي بي سي) |     |       |      |      |
| 14 مايو 2008 (الأربعاء) | عدل | تاريخ | راقب | تصفح |

| 14 مايو 2008 (الأربعاء) | عدل | تاريخ | راقب | تصفح |

| \| 15 مايو 2008 (الخميس) \| عدل \| تاريخ \| راقب \| تصفح \| |     |       |      |      |
| - الحل العربي لأزمة لبنان: سليمان رئيساً وحوار بالدوحة حول الحكومة والمعارضة أنهت العصيان المدني وباشرت فتح المنافذ البرية والبحرية (العربية) - القوات العراقية تعتقل المئات خلال عملية ضد القاعدة بالموصل (العربية) - باراك يحذر من عمل عسكري متعجل ضد غزة (رويترز) - بوش يعتبر المحادثات مع أحمدي نجاد استرضاء (رويترز) - مسلحون يصيبون دبلوماسيين إيرانيين اثنين بالرصاص في بغداد (رويترز) |     |       |      |      |
| 15 مايو 2008 (الخميس) | عدل | تاريخ | راقب | تصفح |

| 15 مايو 2008 (الخميس) | عدل | تاريخ | راقب | تصفح |

| \| 16 مايو 2008 (الجمعة) \| عدل \| تاريخ \| راقب \| تصفح \| |     |       |      |      |
| - افتتاح مؤتمر الحوار الوطني بحضور الزعماء اللبنانيين في الدوحة والحياة عادت لبيروت وإعتصام طالب الزعماء بعدم العودة بدون اتفاق (العربية) - إسرائيل: لا لحق العودة وعلى الفلسطينيين التخلي عنه مقابل الدولة واعتبرت أنه سيكون السبب الأساس لإنهيار اتفاق السلام (العربية) - بن لادن يهاجم الغرب ويتعهد بمواصلة الجهاد لتحرير فلسطين (الجزيرة) - بوش في السعودية لإبرام تفاهم للتعاون النووي السلمي (الجزيرة) - قتلى باشتباكات بين الجيش الشعبي ومسلحين بأبيي السودانية (الجزيرة) |     |       |      |      |
| 16 مايو 2008 (الجمعة) | عدل | تاريخ | راقب | تصفح |

| 16 مايو 2008 (الجمعة) | عدل | تاريخ | راقب | تصفح |

| \| 17 مايو 2008 (السبت) \| عدل \| تاريخ \| راقب \| تصفح \| |     |       |      |      |
| - الفرقاء اللبنانيون يواصلون إجتماعاتهم بالدوحة لإنهاء الأزمة السياسية وتوقعات بانتخاب ميشال سليمان منتصف الأسبوع المقبل (العربية) - الكويتيون يتوجهون إلى صناديق الاقتراع لانتخاب برلمان جديد (العربية) |     |       |      |      |
| 17 مايو 2008 (السبت) | عدل | تاريخ | راقب | تصفح |

| 17 مايو 2008 (السبت) | عدل | تاريخ | راقب | تصفح |

| \| 18 مايو 2008 (الأحد) \| عدل \| تاريخ \| راقب \| تصفح \| |     |       |      |      |
| - بوش يختتم جولته في المنطقة بالدعوة إلى عزل إيران وسوريا وقال إن السلام يتطلب تقديم تنازلات صعبة (العربية) - اللبنانيون يحرزون تقدما في الدوحة رغم عقبات تظهر بين الحين والآخر وخلافات حول سلاح حزب الله (العربية) - السلفيون أبرز الفائزين في الانتخابات الكويتية والمرأة تفشل مجدداً (العربية) - أولمرت: إسرائيل تتخذ قريباً قرارا بشأن الموقف من غزة (رويترز) - رايس: مفاوضون إسرائيليون وفلسطينيون بحثوا السلام بشكل غير رسمي (رويترز) - الشرطة الإسرائيلية ستستجوب أولمرت بشأن فساد (رويترز) - زعيم متمرد من دارفور: المحادثات أو الحرب (رويترز) |     |       |      |      |
| 18 مايو 2008 (الأحد) | عدل | تاريخ | راقب | تصفح |

| 18 مايو 2008 (الأحد) | عدل | تاريخ | راقب | تصفح |

| \| 19 مايو 2008 (الإثنين) \| عدل \| تاريخ \| راقب \| تصفح \| |     |       |      |      |
| - استمرار التجاذبات بالحوار اللبناني وعمرو موسى متفائل (الجزيرة) - وفد حماس للقاهرة وإسرائيل تطلب وقتا للرد على التهدئة (الجزيرة) - استقالة الحكومة الكويتية عقب إعلان نتائج الانتخابات (الجزيرة) - باراك يتوقع إجراء انتخابات مبكرة مطلع 2009 (الجزيرة) |     |       |      |      |
| 19 مايو 2008 (الإثنين) | عدل | تاريخ | راقب | تصفح |

| 19 مايو 2008 (الإثنين) | عدل | تاريخ | راقب | تصفح |

| \| 20 مايو 2008 (الثلاثاء) \| عدل \| تاريخ \| راقب \| تصفح \| |     |       |      |      |
| - اللبنانيون يناقشون اقتراحين في الدوحة والأربعاء آخر موعد للاتفاق واعتصام مدني في بيروت رفع لافتات حملت عبارة إتفقوا عيب عليكم (العربية) - بوش يعتذر للمالكي عن إطلاق جندي أمريكي النار على القرآن واستئناف محاكمة طارق عزيز و7 متهمين آخرين بغياب محاميهم (العربية) - فرنسا تؤكد عقد مباحثات غير رسمية مع حماس-(سي إن إن) - أمريكا تقر بانتهاك طائرة عسكرية المجال الجوي لفنزويلا-(سي إن إن) |     |       |      |      |
| 20 مايو 2008 (الثلاثاء) | عدل | تاريخ | راقب | تصفح |

| 20 مايو 2008 (الثلاثاء) | عدل | تاريخ | راقب | تصفح |

| \| 21 مايو 2008 (الأربعاء) \| عدل \| تاريخ \| راقب \| تصفح \| |     |       |      |      |
| - اتفاق الدوحة: سليمان رئيساً للبنان وحكومة وحدة ورفع الاعتصام ويشمل قانون انتخابي جديد والتعهد بعدم استخدام السلاح بالداخل (العربية) - أوباما يقترب من تمثيل الديمقراطيين بعدما حقق أغلبية في عدد المندوبين بمعركة الرئاسة وكلينتون لا تستسلم (العربية) - تجدد المعارك في أبيي السودانية بين الجيش ومتمردين جنوبيين سابقين بعد ثلاث سنوات على انتهاء الحرب الأهلية (العربية) |     |       |      |      |
| 21 مايو 2008 (الأربعاء) | عدل | تاريخ | راقب | تصفح |

| 21 مايو 2008 (الأربعاء) | عدل | تاريخ | راقب | تصفح |

| \| 22 مايو 2008 (الخميس) \| عدل \| تاريخ \| راقب \| تصفح \| |     |       |      |      |
| - مصدر إسرائيلي: أولمرت تعهد بانسحاب كامل من الجولان (الجزيرة) - جرح خمسة في غارة بغزة وإسرائيل توسع مستوطنة بالضفة الغربية (الجزيرة) - العراق: مقتل 25 بهجمات وتأكيدات أميركية بانخفاض العنف بالموصل (الجزيرة) - عملية فدائية قرب معبر حانون شمال غزة (الجزيرة) - سوريا وإسرائيل تؤكدان إجراء محادثات سلام غير مباشرة عبر تركيا (العربية) - ليبيا تمنع النقاب بالجامعات خوفا من استغلاله بأعمال لا أخلاقية (العربية) |     |       |      |      |
| 22 مايو 2008 (الخميس) | عدل | تاريخ | راقب | تصفح |

| 22 مايو 2008 (الخميس) | عدل | تاريخ | راقب | تصفح |

| \| 23 مايو 2008 (الجمعة) \| عدل \| تاريخ \| راقب \| تصفح \| |     |       |      |      |
| - أولمرت يخضع لتحقيق جديد حول تلقيه رشوة بمئات آلاف الدولارات من رجل أعمال أمريكي لدعمه انتخابياً (العربية) - ميشال سليمان: لا أستطيع إنقاذ لبنان لوحدي والأمن ليس بالعضلات (العربية) - رئيس غامبيا يهدد بقطع رؤوس كل الشواذ جنسياً إذا لم يغادروا بلاده (العربية) |     |       |      |      |
| 23 مايو 2008 (الجمعة) | عدل | تاريخ | راقب | تصفح |

| 23 مايو 2008 (الجمعة) | عدل | تاريخ | راقب | تصفح |

| \| 24 مايو 2008 (السبت) \| عدل \| تاريخ \| راقب \| تصفح \| |     |       |      |      |
| - فياض يستبعد اتفاقا للسلام العام الحالي (بي بي سي) - الاتحاد الأفريقي يحث الاطرف السودانية على تسوية سياسية (بي بي سي) - ماكين يكشف سجلاته الطبيه ليؤكد لياقته الصحية (بي بي سي) - قتلى زلزال الصين قد يزيدون عن ثمانين ألفا (بي بي سي) |     |       |      |      |
| 24 مايو 2008 (السبت) | عدل | تاريخ | راقب | تصفح |

| 24 مايو 2008 (السبت) | عدل | تاريخ | راقب | تصفح |

| \| 25 مايو 2008 (الأحد) \| عدل \| تاريخ \| راقب \| تصفح \| |     |       |      |      |
| - بري يعلن انتخاب سليمان رئيساً للبنان بأكثرية 118 صوتاً مقابل 6 أوراق بيضاء و3 أوراق لم يتم الاعتراف بها (العربية) - الجيش العراقي يعثر على كميات كبيرة من الأسلحة في مدينة الصدر (العربية) - مبعوث إسرائيلي يبحث في مصر اتفاق الهدنة مع حماس (بي بي سي) - موغابي يبدأ حملته للجولة الثانية من الانتخابات الرئاسية (بي بي سي) |     |       |      |      |
| 25 مايو 2008 (الأحد) | عدل | تاريخ | راقب | تصفح |

| 25 مايو 2008 (الأحد) | عدل | تاريخ | راقب | تصفح |

| \| 26 مايو 2008 (الإثنين) \| عدل \| تاريخ \| راقب \| تصفح \| |     |       |      |      |
| - حزب الله يحيي عيد المقاومة وموسى يطير إلى دمشق (الجزيرة) - مجلس الشعب المصري يمدد حالة الطوارئ لعامين (الجزيرة) - عمليات عسكرية بصعدة وأنباء عن إصابة الحوثي-(سي إن إن) - كارتر: بعد الثالث من يونيو على كلينتون الاستسلام-(سي إن إن) |     |       |      |      |
| 26 مايو 2008 (الإثنين) | عدل | تاريخ | راقب | تصفح |

| 26 مايو 2008 (الإثنين) | عدل | تاريخ | راقب | تصفح |

| \| 27 مايو 2008 (الثلاثاء) \| عدل \| تاريخ \| راقب \| تصفح \| |     |       |      |      |
| - الصدر يدعو للاعتصام ضد المعاهدة العراقية الأمريكية (بي بي سي) - تدهور حقوق الإنسان في فلسطين منذ استيلاء حماس على غزة (بي بي سي) - القاعدة بالعراق تشكل فتيان الجنة لاستخدامهم في أعمال انتحارية (العربية) - الشاهد الرئيسي بقضية أولمرت يقر بتسليمه مبالغ نقدية للانتخابات وقال إن رئيس الوزراء الإسرائيلي لم يكن يريد شيكات (العربية) - نصر الله: لا نريد حكم لبنان وسلاح المقاومة لمواجهة العدو (الجزيرة) - أردوغان: قضية إغلاق الحزب الحاكم وصلت للحظة حرجة (الجزيرة) - بن إليعازر: السلام مع دمشق سيقلب وضع المنطقة الإستراتيجي (الجزيرة) |     |       |      |      |
| 27 مايو 2008 (الثلاثاء) | عدل | تاريخ | راقب | تصفح |

| 27 مايو 2008 (الثلاثاء) | عدل | تاريخ | راقب | تصفح |

| \| 28 مايو 2008 (الأربعاء) \| عدل \| تاريخ \| راقب \| تصفح \| |     |       |      |      |
| - إسرائيل تطلق أسيراً لبنانياً الأحد بعدما أنهى محكومية 6 سنوات بتهمة التعاون مع حزب الله وسط توقعات بقرب أم الصفقات (العربية) - إعلان حكومة كويتية جديدة تألفت من 15 وزيراً بينهم 7 جدد وسيدتان وتضم وزيرة ليبرالية لأول مرة بتاريخ البلاد (العربية) - باراك يدعو أولمرت للتنحي (بي بي سي) - قمة تاريخية بين الصين وتايوان في بكين (بي بي سي) |     |       |      |      |
| 28 مايو 2008 (الأربعاء) | عدل | تاريخ | راقب | تصفح |

| 28 مايو 2008 (الأربعاء) | عدل | تاريخ | راقب | تصفح |

| \| 29 مايو 2008 (الخميس) \| عدل \| تاريخ \| راقب \| تصفح \| |     |       |      |      |
| - نوري المالكي يحضر مؤتمر العهد الدولي في ستوكهولم (بي بي سي) - نواز شريف: حصلنا على موافقة زرداري لإزاحة مشرف (بي بي سي) - سولانا يزور طهران قريباً لتقديم النسخة المعدلة من الحوافز لإقناع قيادتها بوقف أنشطة تخصيب اليورانيوم (الجزيرة) - ليفني تدعو كاديما لاختيار بديل لأولمرت (الجزيرة) |     |       |      |      |
| 29 مايو 2008 (الخميس) | عدل | تاريخ | راقب | تصفح |

| 29 مايو 2008 (الخميس) | عدل | تاريخ | راقب | تصفح |

| \| 30 مايو 2008 (الجمعة) \| عدل \| تاريخ \| راقب \| تصفح \| |     |       |      |      |
| - مقتل 8 بهجوم مسلح على المصلين داخل مسجد للشيعة في اليمن (العربية) - تفاؤل حذر يطبع اليوم الأول لاستشارات تشكيل الحكومة اللبنانية (العربية) - مدعي عام تركيا يصر على حظر الحزب الحاكم بتهمة تقويض العلمانية (العربية) - المحكمة الجنائية الدولية تفتح قضية ضد مسؤولين سودانيين كبار (رويترز) - أمير قطر يزور دمشق لبحث سبل دعم اتفاق الدوحة (بي بي سي) - حزب كاديما يدرس اختيار خليفة أولمرت (بي بي سي) |     |       |      |      |
| 30 مايو 2008 (الجمعة) | عدل | تاريخ | راقب | تصفح |

| 30 مايو 2008 (الجمعة) | عدل | تاريخ | راقب | تصفح |

| \| 31 مايو 2008 (السبت) \| عدل \| تاريخ \| راقب \| تصفح \| |     |       |      |      |
| - السنيورة ينهي مشاروات تشكيل الحكومة ويرفض تحديد موعد لإعلانها (العربية) - الديمقراطيون يقررون مصير نتائج التصفيات الحزبية بفلوريدا وميشيغن في قرار تعلق عليه هيلاري آمالا كبيرة لمستقبل حملتها (العربية) - عريقات: لقاء جديد بين عباس وأولمرت ومقتل فلسطيني وجرح 16 بإنفجار-(سي إن إن) - مقتل 100 طالباني جنوب أفغانستان وجنديين من الناتو شرقها-(سي إن إن) |     |       |      |      |
| 31 مايو 2008 (السبت) | عدل | تاريخ | راقب | تصفح |

| 31 مايو 2008 (السبت) | عدل | تاريخ | راقب | تصفح |